# Chagnoungouni
Chagnoungouni ist ein Krater an der Ostküste der Insel Anjouan im Archipel der Komoren.

## Geographie
Der Krater liegt an der Ostküste zwischen Hajoho und Harembo und ist zum Meer hin offen. Der Kraterrand ist relativ dünn. Er erhebt sich im Süden bis auf über 240 m und tritt an beiden Enden steil bis ans Meer heran. Von seinen Hängen verlaufen mehrere (temporäre) Bäche: Hamboga und Hassanga im Süden und Chirontsini im Westen und Norden. Das Tal des Chrirontsini trennt auch den Krater von den Bergen im Landesinnern und dort verläuft die Verbindungsstraße von Hajoho nach Harembo.